# Кондратов Віктор Іванович
Ві́ктор Іва́нович Кондра́тов (10 травня 1952, Київ, СРСР — 6 листопада 2024) — радянський футболіст, що виступав на позиції лівого захисника, та український тренер. Майстер спорту СРСР (1974). Володар Кубка СРСР (1980), багаторазовий призер чемпіонатів країни.

## Життєпис
Віктор Кондратов народився у Києві, де й почав займатися футболом у ДЮСШ «Динамо», потрапивши у 1962 році в одну групу з Олегом Блохіним, Валерієм Зуєвим та Олександром Даміним. Першими тренерами хлопців були Олександр Леонідов та Віталій Голубєв. Після футбольної школи Кондратов стабільно грав у дублюючому складі киян, проте стати повноцінним гравцем першої команди йому так і не вдалося.
У 1975 році Віктор Кондратов перейшов до лав донецького «Шахтаря». В першому ж сезоні разом з командою завоював срібні нагороди чемпіонату. Однак найбільшим успіхом можна вважати здобуття Кубка СРСР у 1980 році. Загалом Кондратов провів у Донецьку 7 років, протягом яких був одним з лідерів колективу та постійним гравцем основного складу. Окрім функцій лівого захисника, виконував роботу персональника. Залишити колектив довелося через конфлікт з керівництвом клубу.
Пропозицію перейти до складу СКА «Карпати» отримав від Степана Юрчишина, коли відпочивав у Трускавці. Відіграв за команду два роки, після чого відбув до Чехословаччини, де обійняв посаду граючого тренера команди групи радянських військ. Втім, надовго там не залишився та незабаром повернувся на Батьківщину.
У 1988 році закінчив Вищу школу тренерів і отримав пропозицію очолити групу юнаків 1977 року народження у ДЮСШ «Динамо». Після останнього повернення Лобановського до клубу в 1998 році був призначений тренером «Динамо-2», де допомагав Зуєву та Онищенку. З червня 2004 року обіймав посаду старшого тренера динамівського дубля. Протягом 2007–2008 років тренував команду другої ліги «Динамо-3». З 2010 року працює у відділі селекції «Динамо».
Помер 6 листопада 2024 року.

## Досягнення
Командні трофеї
- Володар Кубка СРСР (1): 1980
- Фіналіст Кубка СРСР (1): 1973
- Срібний призер чемпіонату СРСР (4): 1972[2], 1973[3], 1975, 1979
- Бронзовий призер чемпіонату СРСР (1): 1978
- Провір 3 поєдинки у чемпіонську сезоні «Динамо» (1): 1974

Індивідуальні досягнення
- Майстер спорту СРСР (1974)
- У списках «33-х найкращих футболістів СРСР» (1): 1978 (№ 3)